# Paul Henreid
Paul Henreid (właśc. Paul Georg Julius Hernreid; ur. 10 stycznia 1908 w Trieście, zm. 29 marca 1992 w Santa Monice) – austriacko-amerykański aktor filmowy, teatralny, telewizyjny, reżyser, scenarzysta i producent filmowy.
W 1960 został uhonorowany swoją własną gwiazdą w legendarnej Alei Gwiazd w Los Angeles.

## Życiorys
Urodził się w Trieście w Austro-Węgrzech (obecnie Włochy) jako syn Maria-Luise (z domu Lendecke) i Karla Alphonsa Hernrieda, wiedeńskiego barona i bankiera.
Karierę zaczynał jako dziennikarz, był menadżerem w teatrze Maxa Reinhardta, a później aktorem w teatrach wiedeńskich. W 1935 wyjechał do Anglii, gdzie wystąpił w niewielkiej roli w Goodbye, Mr. Chips (1939). W 1940 wyjechał do Stanów Zjednoczonych. 
W 1942 wystąpił w dwóch filmach, najbardziej rozpoznawalnych w jego karierze, w Trzech kameliach oraz w Casablance, jako Victor Laszlo, mąż Isly Lund (Ingrid Bergman).
Występował na Broadwayu w komediach: Festival (1955) jako Max Granada i Don Juan w piekle (1973) jako komandor.
Zmarł 29 marca 1992 w Santa Monica w Kalifornii na zapalenie płuc w wieku 84 lat.

## Filmografia
- 1933: Jutrzenka
- 1934: Rotmistrz von Werffen
- 1935:
  - Eva
  - Komedjant
- 1937: Królowa Wiktoria
- 1939: Żegnaj Chips
- 1940:
  - An Englishman's Home
  - Nocny pociąg do Monachium
- 1942: 
  - Joanna z Paryża
  - Trzy kamelie
  - Casablanca
- 1944:
  - W naszych czasach
  - Pomiędzy dwoma światami
  - Konspiratorzy
- 1945: The Spanish Main
- 1946:
  - W niewoli uczuć
  - Deception
  - Devotion
- 1947: Miłosna piosenka
- 1948: Hollow Triumph
- 1949: Bicz z piasku
- 1950:
  - Last of the Buccaneers
  - So Young So Bad
- 1951: Pardon My French
- 1952: 
  - Dans la vie tout s'arrange
  - For Men Only
  - Stolen Face
  - Thief of Damascus
- 1953:
  - Siren of Bagdad
  - Mantrap
- 1954:
  - Dieses Lied bleibt bei Dir
  - Z głębi serca
- 1955: Pirates of Tripoli
- 1956:
  - Spotkajmy się w Las Vegas
  - A Woman's Devotion
- 1957: Dziesięć tysięcy sypialni
- 1959:
  - Holiday for Lovers
  - Tak niewielu
- 1962: Czterech jeźdźców Apokalipsy
- 1965: Operacja Kusza
- 1969: Wariatka z Chaillot
- 1971: The Failing of Raymond
- 1975: Death Among Friends
- 1977: Egzorcysta II: Heretyk